# Бидерсхаузен
Бидерсхаузен (њем. Biedershausen) општина је у њемачкој савезној држави Рајна-Палатинат. Једно је од 84 општинска средишта округа Југозападни Палатинат. Према процјени из 2010. у општини је живјело 261 становника. Посједује регионалну шифру (AGS) 7340204.

## Географски и демографски подаци
Бидерсхаузен се налази у савезној држави Рајна-Палатинат у округу Југозападни Палатинат. Општина се налази на надморској висини од 306 метара. Површина општине износи 3,6 km².

## Становништво
У самом мјесту је, према процјени из 2010. године, живјело 261 становника. Просјечна густина становништва износи 72 становника/km².